# Andrew Sachs
Andrew Sachs, oorspronkelijke naam Andreas Siegfried Sachs (Berlijn, 7 april 1930 – Londen, 23 november 2016), was een Duits-Brits acteur en komiek.

## Levensloop
Toen Sachs acht jaar was, verhuisde hij met zijn familie van Duitsland naar Engeland om te ontkomen aan de Jodenvervolging door de nazi's.
Hij speelde rollen op radio, televisie en in het theater. Sachs speelde voor het eerst met John Cleese in de korte film Romance with a Double Bass. Hij is bekend geworden door zijn rol als Manuel, de Spaanse ober uit de televisieserie Fawlty Towers die onder meer placht te zeggen "I know nothing!", waarop weleens een vergoelijkend "He's from Barcelona" van zijn baas Basil Fawlty (John Cleese) volgde. Hij werkte in de laatste jaren van zijn carrière vooral als verteller in documentaires op radio en televisie.
Sachs was getrouwd met Melody Lang. In de serie Fawlty Towers speelde zij in de aflevering Basil the Rat de rol van Mrs. Taylor.
Sachs overleed in 2016 op 86-jarige leeftijd in een ziekenhuis in Londen.

## Filmografie
- Quartet (2012) - Bobby Swanson
- Casualty (televisieserie) - Eerwaarde Morgan (afl. This Will Be Our Year, 2008, Took a Long Time to Come, 2008)
- The 10th Man (2006) - Joe
- Mr Loveday's Little Outing (televisiefilm, 2006) - Mr. Loveday
- The Bill (televisieserie) - David Leyton (afl. 390, 2006)
- Benjamin's Struggle (2005) - Benjamin (ouder)
- Egypt (televisieserie) - verteller (2 afl., 2005, voice-over)
- Holby City (televisieserie) - Joseph Wolpert (afl. Dignity, 2005)
- Speer und er (miniserie, 2005) - rol onbekend (deel 2)
- Looking for Victoria (televisiefilm, 2003) - Benjamin Disraeli, premier onder koningin Victoria
- Doctors (televisieserie) - Geoffrey Vickerstaff (afl. Mr. Punch, 2003)
- Between Iraq and a Hard Place (televisiefilm, 2003) - Mullah Omar
- Comedy Lab (televisieserie) - huurmoordenaar (afl. Meet the Magoons, 2002)
- Attachments (televisieserie) - Murray Plaskow (afl. onbekend, 2000-2002)
- Single Voices (televisieserie) - Arthur (afl. onbekend, 2002)
- Nirgendwo in Africa (2001) - Mr. Rubens
- Silent Witness (televisieserie) - Josef Horowitz (afl. The World Cruise, 2000)
- The Talk Show Story (miniserie, 2000) - verteller (voice-over)
- That Peter Kay Thing (televisieserie) - verteller (afl. The Ice Cream Man Cometh, 2000, voice-over)
- Little Grey Rabbit (televisieserie) - rol onbekend (voice-over)
- Jack of Hearts (televisieserie) - Peter Pryce (afl. onbekend, 1999)
- Parking Wars (televisieserie) - verteller (voice-over, 1999)
- Normal Ormal: A Very Political Turtle (televisiefilm, 1998) - Party political broadcast (voice-over)
- The Legend of the Lost Keys (televisieserie) - George Gardener (1998)
- Dead Clean (1998) - Kostas Malmatakis
- Starhill Ponies (televisieserie) - verschillende rollen (voice-over, 1998)
- Pirates (televisieserie) - Basmati Bill e.a. (voice-over, 1994-1997)
- The Forgotten Toys (1995) - rol onbekend (voice-over)
- Faust (1994) - alle stemmen (voice-over Engelse versie)
- Taxandria (1994) - André/politiechef
- William's Wish Wellingtons (televisieserie) - verteller (1994
- The Mushroom Picker (miniserie, 1993) - Tadeus
- The Mystery of Edwin Drood (1993) - Durdles
- Every Silver Lining (televisieserie) - Nat Silver (1993)
- The Gingerbread Man (televisieserie) - Rol onbekend (1992, voice-over)
- Bergerac (televisieserie) - Moise Davidson (afl. Second Time Around, 1989)
- Consuming Passions (1988) - Jason
- There Comes a Time (televisieserie) - Tony James (1985)
- The Galactic Garden (televisiefilm, 1985) - Vector
- It'll All Be Over in Half an Hour (televisieserie) - rol onbekend (1983)
- It's Your Move (televisiefilm, 1982) - straatveger
- Dead Ernest (televisieserie) - Ernest Springer (1982)
- History of the World, Part I (1981) - Gerard
- The History of Mr. Polly (televisiefilm, 1980) - Alfred Polly
- The Tempest (televisiefilm, 1980) - Trinculo
- Fawlty Towers (televisieserie) - Manuel (12 afl., 1975, 1979)
- Saiyûki (televisieserie) - Yu-Lung (afl. onbekend, seizoen 2)
- Revenge of the Pink Panther (1978) - Hercule Poirot
- Rising Damp (televisieserie) - Snell (afl. Great Expectations, 1978)
- Send in the Girls (televisieserie) - rol onbekend (1978)
- Took & Co. (televisieserie) - rol onbekend (1977)
- Are You Being Served? (1977) - Don Carlos Bernardo
- What's Up Nurse! (1977) - Guido, ober
- House of Mortal Sin (1976) - rol onbekend
- Frightmare (1974) - Barry Nichols
- Romance with a Double Bass (1974) - muzikant Zhuchkov
- Hitler: The Last Ten Days (1973) - Walter Wagner
- Codename (televisieserie) - Stein (afl. The Alpha Men, 1970)
- Callan (televisieserie) - kapitein (afl. The Same Trick Twice, 1970)
- Randall and Hopkirk (Deceased) (televisieserie) - commentator (afl. Somebody Just Walked Over My Grave, 1970)
- Fraud Squad (televisieserie) - Frank Turbot (afl. Turbot on Ice, 1969)
- Itv Playhouse (televisieserie) - Nigel Fenn (afl. Number Ten, 1968)
- Nearest and Dearest (televisieserie) - dokter (afl., The Danger List, 1968)
- Legend of Death (televisieserie) - Dr. Zemaron (afl. onbekend, 1965)
- Dial RIX (televisieserie) - Dunne meubelman (afl. No Plums in the Pudding, 1962)
- Dial RIX (televisieserie) - Harry Daisy (afl. What a Drag, 1962)
- The Saint (televisieserie) - Jacques (afl. The Loaded Tourist, 1962)
- The Six Proud Walkers (televisieserie) - Willie Walker (7 afl., 1962)
- The Night We Dropped a Clanger (1959) - A.C.2 Briggs

- Bibsys: 99029450
- Bibliothèque nationale de France: cb14024288w (data)
- Catàleg d'autoritats de noms i títols de Catalunya: 981058513976906706
- Gemeinsame Normdatei: 130462012
- International Standard Name Identifier: 0000 0000 8096 9612
- Library of Congress Control Number: n85039420
- MusicBrainz: 831dd6fb-0330-4a6e-9a14-d1abba457d13
- Nationale Bibliotheek van Tsjechië: xx0124325
- Nationale Bibliotheek van Israël: 987007270868505171
- Nederlandse Thesaurus van Auteursnamen: 073658855
- Système universitaire de documentation: 073717401
- Virtual International Authority File: 17421281
- WorldCat: E39PBJcr8g6kdbDgbfjhBcj6Kd